# Ezequiel Montero Román
Ezequiel Montero Román (?, 1893. február 22. – ?, 1972. április 17.) spanyol nemzetközi labdarúgó-játékvezető, sportvezető.

## Pályafutása
Játékvezetésből 1922-ben Madridban vizsgázott. A Spanyol labdarúgó-szövetség (RFEF) minősítésével országosan, 1929-től a Primera División bírójaként foglalkoztatta. Küldési gyakorlat szerint rendszeres partbírói szolgálatot is végzett. A nemzeti játékvezetéstől 1945-ben visszavonult. Primera División mérkőzéseinek száma: 22 (1929–1942).
| Időpont              | Helyszín                           | Mérkőzés típusa                     | Mérkőzés               | Eredmény |
| -------------------- | ---------------------------------- | ----------------------------------- | ---------------------- | -------- |
| 1929. február 17.    | Stadium Gal, Irun                  | jegyzett Primera División mérkőzése | Real Unión–Észtország  | 3 – 1    |
| 1945. szeptember 23. | Benito Villamarín Stadion, Sevilla | utolsó Primera División mérkőzése   | Real Betis–Zaragoza FC | 4 – 0    |

A Portugál labdarúgó-szövetség (FPF) felkérésére az első Portugál labdarúgó-bajnokság kieséses versenyén bíróként tevékenykedett.
| Időpont          | Helyszín                        | Mérkőzés típusa | Mérkőzés             | Eredmény |
| ---------------- | ------------------------------- | --------------- | -------------------- | -------- |
| 1922. június 11. | Campo Grande Stadion, Lisszabon | 2. mérkőzés     | Sporting CP–FC Porto | 2 – 0    |

1926–1927 között 4 mérkőzésen (3 győzelem, 1 vereség) a Spanyol olimpiai labdarúgó-válogatott egyik vezetője.